# يورغن غراي
يورغن غراي (بالدنماركية: Jørgen Gry) هو لاعب هوكي الحقل دنماركي، ولد في 19 مايو 1915، وتوفي في 18 يوليو 1993.

## وصلات خارجية
- يورغن غراي على موقع أوليمبيديا (الإنجليزية)